# Quincho (asador)

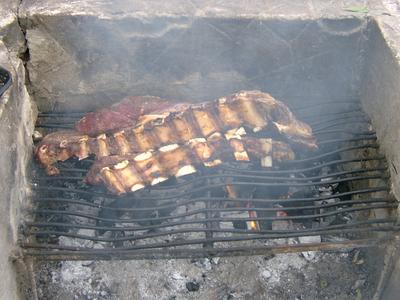
Carnes asándose en una parrilla.

El quincho, en Argentina, Paraguay, Uruguay y Chile, es un espacio o lugar de un edificio especialmente equipado para la preparación e ingesta de asados y destinado a reuniones y actividades sociales. La denominación tiene origen en las características de la construcción, ya que estos espacios están frecuentemente cubiertos con un techo de paja, pero también es común que se utilicen tirantes y machimbre de madera, con cubierta de tejas francesas o chapa acanalada.
Normalmente dispone de un asador o parrilla, mesas, y ocasionalmente sillas para tales efectos. Por lo general están fabricados de ladrillos y una reja metálica elevada a cierta altura de la base para colocar los alimentos, además puede tener una especie de cobertizo de paja u otro material. En el espacio entre la reja y la base elevada se coloca carbón encendido a las brasas para asar los alimentos.